# АШ-82
М-82 (від 1944 — АШ-82) — 14-циліндровий поршневий дворядний зіркоподібний авіаційний двигун з повітряним охолодженням, що створений конструктором А. Д. Швєцовим на основі двигуна М-62. Двигун М-62 в свою чергу був глибокою модернізацією американського авіаційного двигуна Wright R-1820.

## Проектування і розробка
Аркадій Швєцов розробив двигун шляхом внесення змін в конструкцію американського Wright Cyclone. Зокрема було зменшено вагу, розміри двигуна та хід поршня. Це дозволило ставити його на легких літаках, куди американський не було можливості встановити. Він був запущений у виробництво в 1940 році і почав встановлюватися на декілька радянських літаків. Зокрема на бомбардувальники Ту-2 та Пе-2, винищувачі Ла-5 та Ла-7, а також на спеціально модифікований ЛаГГ-3, який розроблявся під рядний двигун. В повоєнні часи ці двигуни встановлювалися на популярному пасажирському авіалайнері Іл-14. Загалом було побудовано більш ніж 70 000 двигунів АШ-82.

## Модифікації

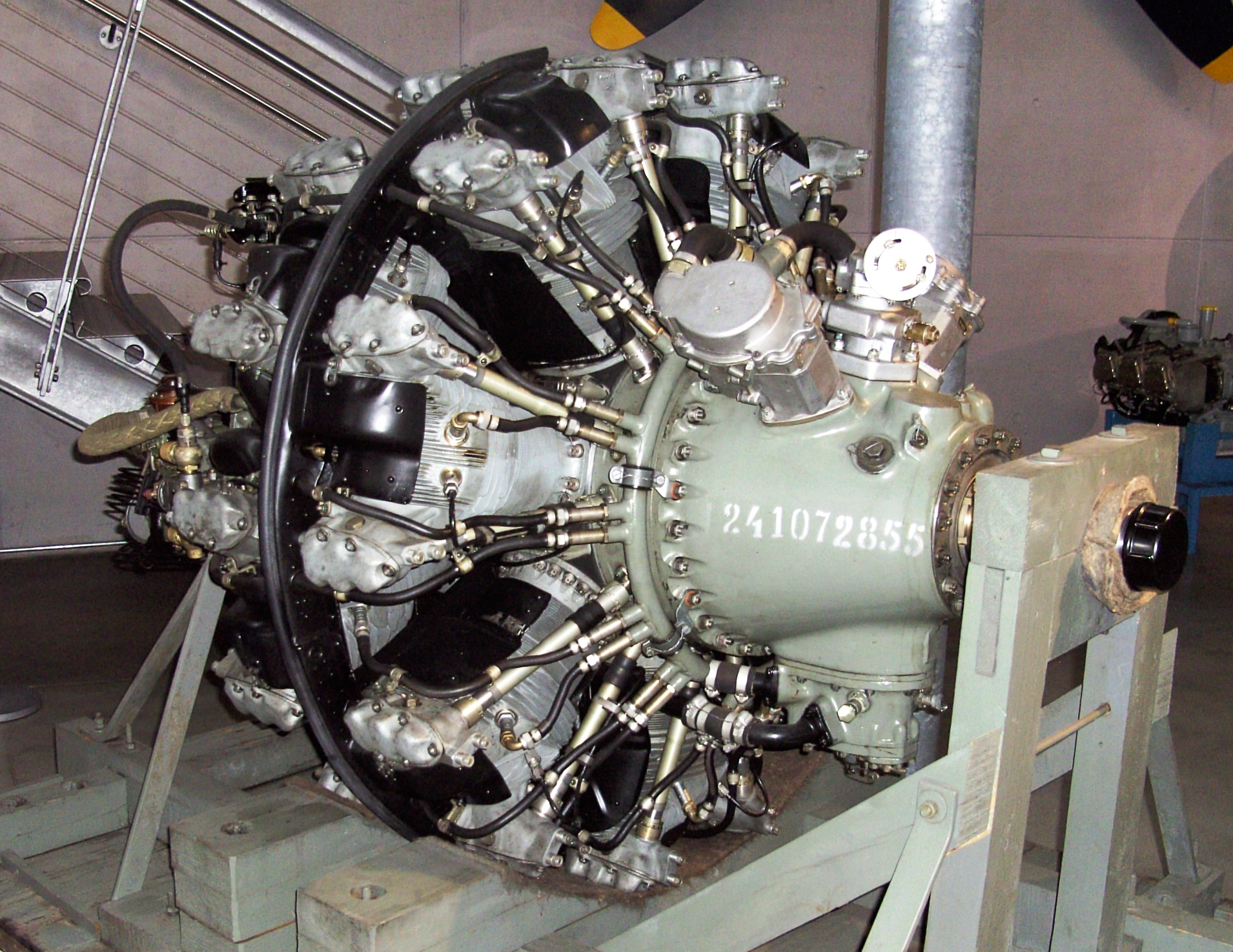
Авіаційний двигун АШ-82Т

- АШ-82-111 (М-82-111) — Перша серійна модифікація АШ-82 з карбюраторами та одношвидкісним компресором. Цей двигун мав проблеми зі змащуванням і карбюратором при дуже низьких температурах.
- АШ-82-112 (М-82-112) — Покращена версія М-82-111 з подовженим міжсервісним інтервалом та підвищеною надійністю. Перероблені карбюратори, масляні насоси, шестерні, турбокомпресор і клапани. Цей двигун був менш чутливий до умов суворої російської зими.
- АШ-82Ф (М-82Ф) — Ідентичний з АШ-82 за винятком збільшеного міжсервісного інтервалу та покращеної системи охолодження і змащування, що дозволяло без обмежень в часі використовувати злітний режим роботи.
- АШ-82ФН (М-82ФН) — оснащений інжекторною системою впорскування палива, при цьому потужність збільшено до 1,230 кВт (1,650 к.с.) у злітному режимі при збільшенні маси двигуна всього на 30 кг. Використовувався на дальніх бомбардувальниках Пе-8 та винищувачах Ла-7.
- АШ-82ФНУ (М-82ФНУ) — Покращена версія М-82ФН з підвищеним тиском компресора та кількістю обертів за хвилину. Потужність збільшено до 1,380 кВт (1,850 к.с.). Після всіх поліпшень, двигуни АШ-82ФН та АШ-82ФНУ стали одними з найміцніших зіркоподібних двигунів часів війни.[2]
- АШ-21 (М-21) — однорядна 7-циліндрова версія АШ-82 для навчально-тренувального літака Як-11, який пішов у серію в 1946 році.Авіаційний двигун АШ-82Т
- АШ-82Т (М-82Т) — Оновлена версія АШ-82ФНУ розроблена на початку 1950-х років для цивільних літаків. Двошвидкісний компресор була замінено на збільшений одношвидкісний з інтеркулером (критичною висотою було 2,000 м). Опціонально, на двугун була можливість встановити двошвидкісний компресор (з критичною висотою 4,000 м, надійність двигуна дозволяла злітний режим на другій швидкості). Були використані нові сплави за допомогою яких покращені конструктивні елементи, що зменшило кількість ремонтів. Особливо увагу було приділено зменшенню шуму двигуна, була можливість встановлення подвійного глушника. Двигун мав нову систему впорскування палива та покращену паливну ефективність (зменшення споживання палива на 16 % у крейсерському режимі в порівнянні з 82ФНУ). Для версії 82Т був розроблений високоефективний чоторишвидкісний пропеллер АБ-50М. Цей зіркоподібний двигун має чудову репутацію завдячуючи своїй надійності та простоті обслуговування; деякі літаки з цим двигуном досі використовуються дякуючи недорогим запчастинам та можливості використання автомобільного бензину.[3] Злітна потужність становила 1,900 к.с. (1,417 кВт) при 2,600 об/хв з октановим числом палива 95 або 100. Крейсерська потужність становила 1,630 к.с. (1,215 кВт). Використання авіаційного палива з октановим числом 90 чи еквівалентного автомобільного бензину було можливе при умові незначних модифікацій та обмеження компресора, при цьому максимальна потужність становила 1,700 к.с. (1,268 кВт).[4]
- АШ-82В (М-82В) — Вертолітна версія АШ-82Т розроблена у 1952 році, з осьовим вентилятором попереду фюзеляжу. Двигун з'єднувався з двоступінчатою планетарною коробкою передач за допомогою вала (проходив між креслами пілотів). Двигун використовувався у вертольотах Мі-4 та Як-24[5].